# Liljebagge
Liljebaggen (Lilioceris lilii) är en  bladbagge som äter stjälkar, blad, knoppar och blommor på liljesläktet och klockliljesläktet och andra blommor i familjen Liliaceae. Liljebaggen lägger enbart sina ägg på arter i dessa två släkten.. Liljebaggen härstammar från Eurasien och har introducerats i Storbritannien och Kanada under 1940-talet, eventuellt som fripassagerare på importerade liljeknoppar. Liljebaggen anses numera vara ett skadedjur i de flesta tempererade klimat där liljor odlas.
Larverna har oranga kroppar och svarta huvuden. De täcker sig själva med sin avföring för att skrämma bort rovdjur, och bildar svarta klumpar. Adulta individer är klarröda och cirka 6-9 mm långa. Liljebaggarna reagerar på fara genom att låta sig falla till marken och gömma sig.
Arten imago syns vanligen mellan maj och augusti. Äggläggningen sker på undersidan av bladen från liljor. De nykläckta larverna äter delar av växten. De vandrar sedan till marken och förpuppar sig. Metamorfosen är klart före vintern och den färdiga insekten stannar i jorden fram till våren.

## Galleri

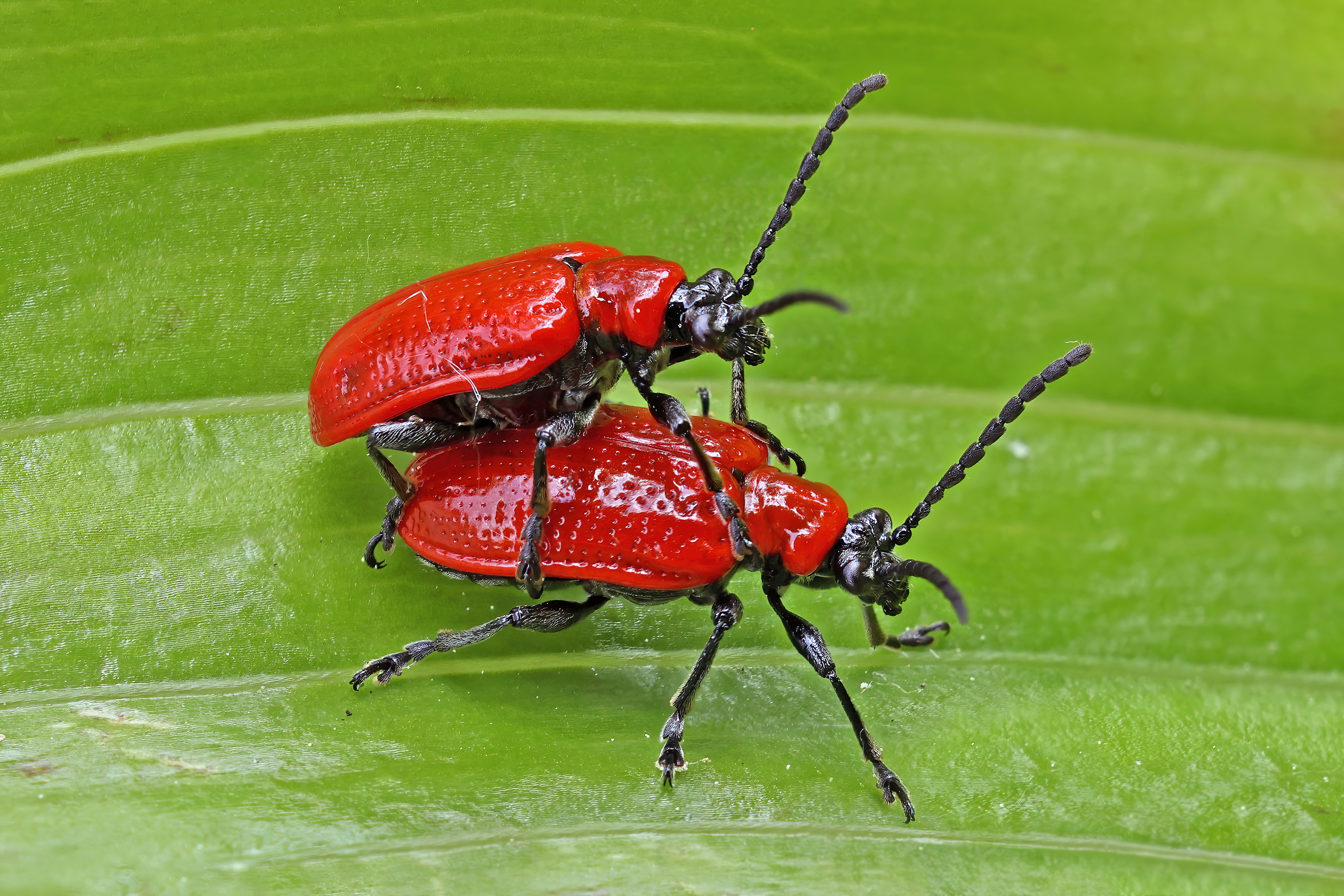
Under parningen
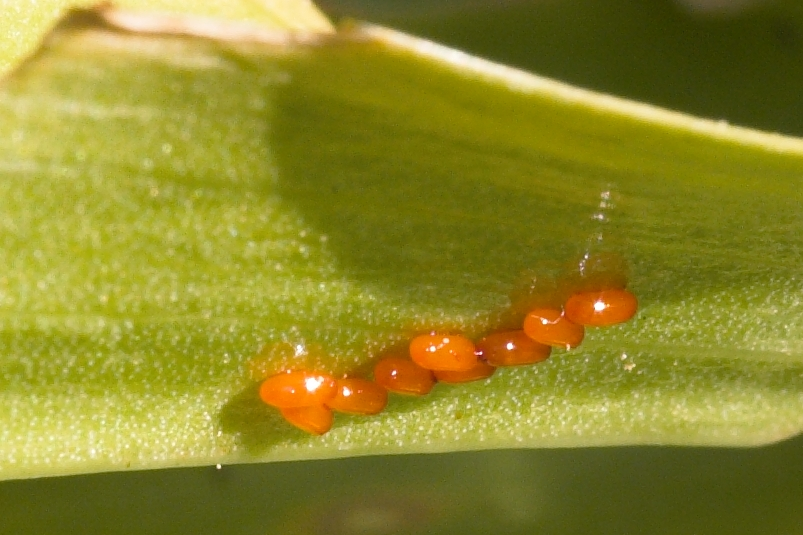
Ägg
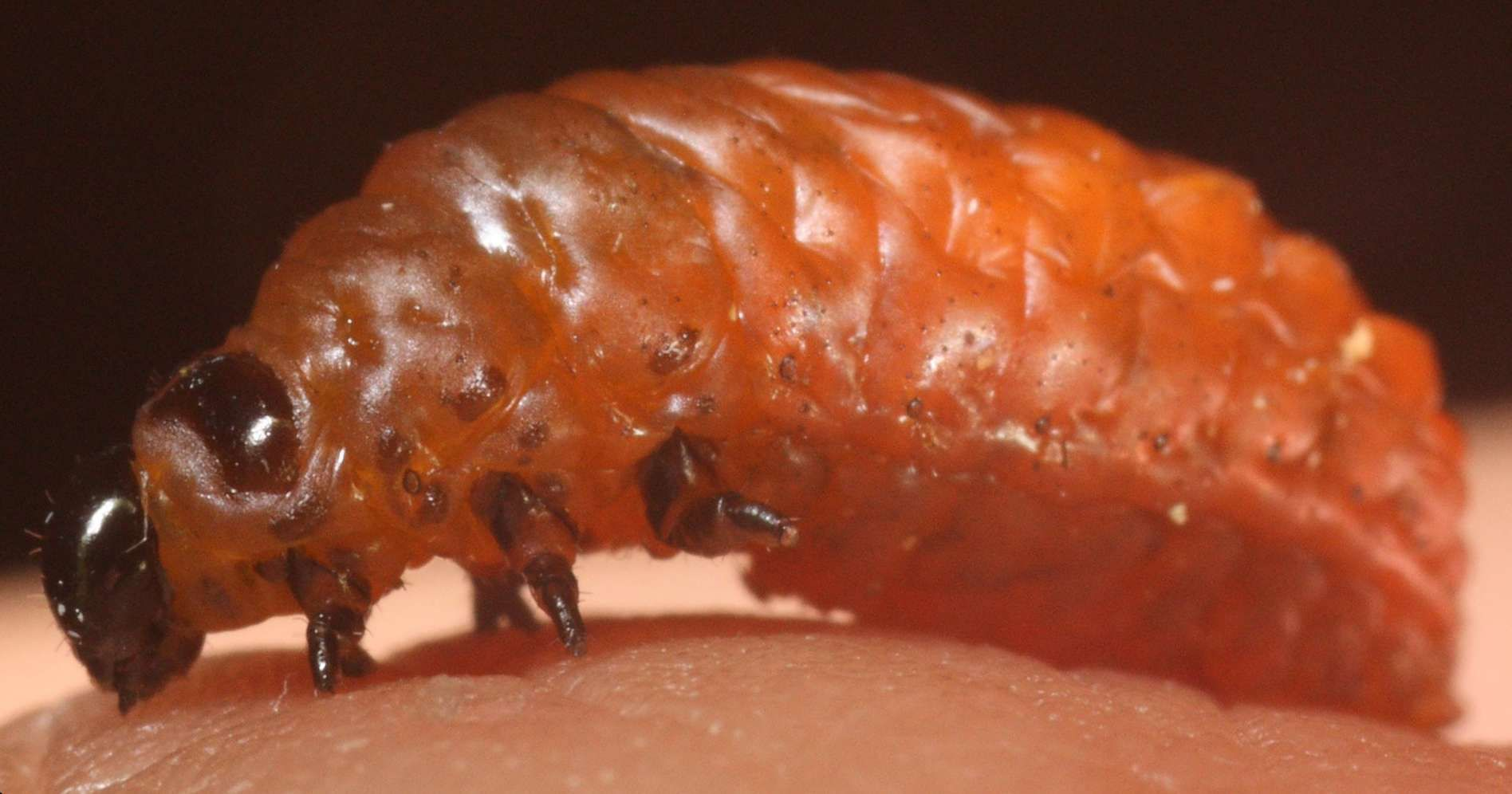
Larv
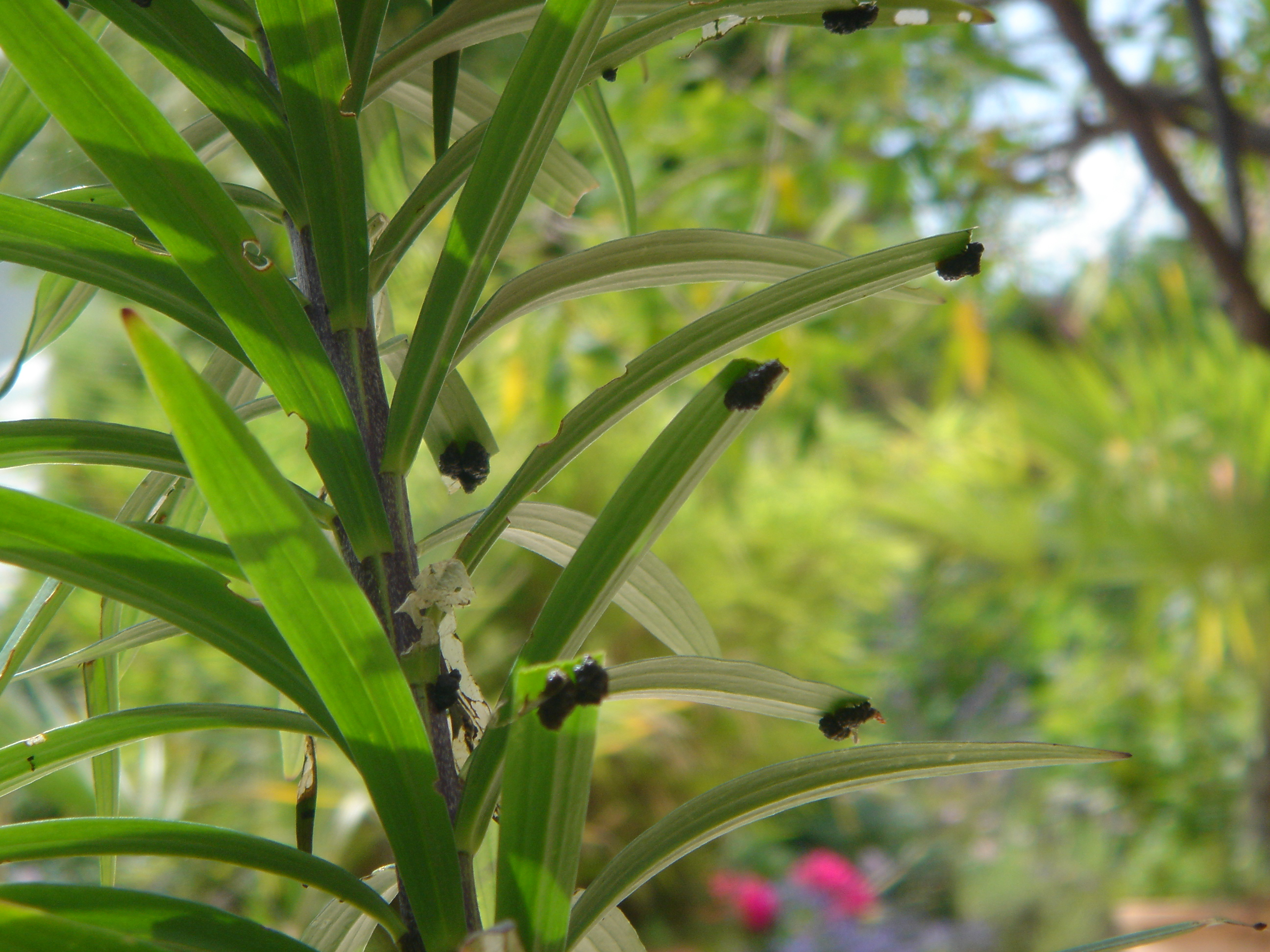
Larver täckta med sin egen avföring